# Anica Gjerek
Anica Gjerek, (Koprivnica, 1935. ). 

Magistrica je ekonomskih znanosti. Članica je Društva hrvatskih književnika od 1985. godine.  
Spisateljica za djecu i odrasle. Do sada je objavila deset knjiga, od toga pet za djecu, zajedno s kćerkom (Maja Gjerek). 
Roman "Bijeli dimnjačar" koji su zajedno napisale Anica Gjerek i Maja Gjerek nagrađen je 1999. godine u Italiji Zlatnom medaljom za književnost, međunarodnom nagradom zemalja Alpe-Jadran.  
Živi i radi u Koprivnici. 

## Knjige za djecu (Anica Gjerek i Maja Gjerek)
- "Nove krilate bajke" "Zagreb", Samobor, 1990.
- "Zvjezdana košulja" "Alfa", Zagreb, 1993.
- "Bijeli dimnjačar" "Znanje", biblioteka "Stribor", Zagreb, 1997.
- "Ljubičasta kruna" "Znanje", Zagreb, 2001. - za djecu
- "San o Žar-ptici" "Matica hrvatska", ogranak Koprivnica, 2003.

## Knjige za odrasle
- "Srce sfinge" "Globus", Zagreb, 1992. (zajedno s M. Gjerek)
- "Svjetlosni dar tišine" "Naša djeca", Zagreb, 1994.
- "Kristalni šapat" "Nagnuće", Koprivnica, 2001.
- "Molitvena ruža" "Naklada dr. Feletar", Samobor, 2001.
- "Račun srca" DHK - ogranak Rijeka i Verba d.o.o., 2007.